# Delicias de Concepción
Delicias de Concepción () é um município do departamento de Morazán, em El Salvador. Sua população estimada em 2007 era de 5 076 habitantes.